# Wielgomłyny
Wielgomłyny è un comune rurale polacco del distretto di Radomsko, nel voivodato di Łódź.
Ricopre una superficie di 123,07 km² e nel 2004 contava 5 008 abitanti.